# Питер Стоун
Питер Стоун је измишљени лик који је тумачио Филип Винчестер. Стоун је у почетку био гостујући лик у прбној епизоди током треће сезоне полицијског-процедуралне серије Чикашки СУП. Након успеха пробне епизоде и његовог лика, Винчестер је добио улогу у главној постави серије Чикашка правда, огранка серије Чикашки пламен. Током појављивања лика у франшизи Чикаго, лик се појављивао такође и у серији Чикашко здравство. После укидања Чикашке правде, Винчестер је прешао у главну поставу серије Ред и закон: Одељење за специјалне жртве. Отишао је из ОСЖ-а уочи двадесет прве сезоне серије.

## Лични живот
Стоун је син и друго дете лика из серије Ред и закон Бенџамина Стоуна и млађи брат Памеле Стоун. Има тетку Керол која га је одгајала већи део живота. Рођен је око 1981.
Пре него што је постао тужилац, Стоун је био бацач Чикашких таксиста. Био је приморан да се повуче из бејзбола пошто је покидао лигаменте и одлучио је да крене стопама свог оца тако што је отишао на правни факултет и постао помоћник окружног тужиоца. Ипак, описао је да има тежак однос са својим оцем радохоличарем за кога је сматрао да му је више стало до кривичног гоњења злочинаца него до сопствене породице.

## Преглед лика

### Чикашки СУП(2016)
Помоћник државног тужиоца општине Кук Питер Стоун се први пут појавио у епизоди треће сезоне серије Чикашки СУП под називом "Правда" која је послужила као пробна епизода серије Чикашка правда.

### Чикашка правда(2017)
Након успеха пробне епизоде, лик се појавио као главни лик у серији Чикашка правда. Стоун је већи део свог одраслог живота провео у Чикагу пре свега као тужилац у Државном тужилаштву општине Кук.

### Остала појављивања уЧикагу(2016−17)
Лик је касније наставио да гостује у серији ЧИкашки СУП. Стоун је такође играо главну улогу у троделној унакрсној епизоди између серија Чикашки пламен, СУП и Правда. Након укидања Чикашке правде, лик је гостовао у серији Чикашко здравство.

### Ред и закон: Одељење за специјалне жртве(2018−19)
У свом првом појављивању у серији Ред и закон: ОСЖ, Стоун присуствује сахрани свог оца. Касније га је окружни тужилац Џек Мекој (Сем Вотерстон) именовао за посебног тужиоца како би тужио Рафаела Барбу (Раул Еспарза) за убиство из милосрђа неизлечиво болесног детета у епизоди "Неоткривена држава". Када се Оливија Бенсон (Мариска Харгитеј) суочила са њим током суђења, он признаје да саосећа са Барбом, али не може да окрене главу на оптужбу јер се плаши да ће то дати лош пример другима. Она га позива да разговара са Барбом и да буде разумнији с њим. Ово касније доводи до тога да Барба буде проглашен невиним што је Стоун на крају одобрио.
Пошто је Барба поднео оставку истраумиран случајем, Стоун је преузео функцију помоћника окружног тужиоца који надгледа Одељење за посебне жртве у Њујорку. Његов радни стаж почео је тешким почетком, међу којима је била и напетост са остатком чланова екипе ОСЖ-а, али је на крају прерастао у посао.
Такође је откривено да има старију сестру Памела (Ејми Корб) која пати од параноидне шизофреније и смештена је у психијатријску болницу где ју је посећивао сваке недеље након смрти њиховог оца. Када је Памела почела да показује знаке губитка памћења и уверења да је он њихов отац, Стоун је невољно повећао лекове по савету свог лекара забринут да би престанак узимања лека могао да изазове самоубиство. У епизоди „Сети се и мене (2. део)“, Памелу су отели трговци сексом које Стоун покушава да стрпа иза решетака. На крају су смртно ранили Памелу током свирепог обрачуна са екипом ОСЖ-а. Она умире у наручју разореног брата. Бенсонова покушава да утеши Стоуна и док јој је говорио да је последње што му је сестра рекла било његово име, он почиње да плаче у њеним рукама.
На почетку 20. сезоне у епизоди "Принова (1. део)", откривено је да је Стоун пуно пио и имао секс без обавезе са разним женама како би отупио бол Памелине смрти за коју се осећао одговорним. Он је такође одбио Бенсонину понуду да прича о својим осећањима у вези са овим упркос томе што она покушава да буде ту за њега.
У "Моја кривица", Стоун је оптужен за силовање од стране извесне Саре Кент (Александра Брекенриџ). Он је тражио од Бенсонове да истражи оптужбе и она га је хапсила пошто је само испитала Кентову, иако се Кентова није сећала да се силовање заиста догодило и не жели да поднесе пријаву. Стоун је пуштен на слободу пошто је оптужен. Касније га је држао као таоца Сарин муж Гери (Кевин Кејн), али је он успео да наговори Герија да преда пиштољ и преда се полицији. Стоун је одбио да поднесе пријаву против њега. Убрзо се открило да је Стоунов пријатељ Реџи Грег (Остин Пек) био прави силоватељ. Бенсонова хапси Грега због силовања што је довело до повлачења оптужби против Стоуна.
У епизоди "Драги Бен" ради се о нерешеном случају на којем је Стоунов покојни отац радио у вези са низним силоватељем који себе назива "Бесконачни". Стоун је касније преузео случај и успешно привео силоватеља лицу правде.
У епизоди "Крај игре", Стоун је оптужио низног силоватеља Роба Милера (Титус Веливер) због сексуалног напада на заступницу Ники Штајнс (Кали Торн), али случај је био слаб. Када је Милер запретио Бенсоновој и њеном усвојеном сину Нои, Стоун је одлучио да покрене кривично гоњење засновано на лажним оптужбама које имају за циљ да натера Милера да призна шта је урадио уз Штајнсину помоћ. Варка је успела. Иако је Стоунов план разоткривен на суду, Милера је то довољно наљутило да је нехотице признао да је напао Штајнсову. Стоун је тада рекао Бенсоновој да напушта биро за ОСЖ јер му је она „постала важнија од случаја који је водио“, да је изгубио перспективу и, иако се не каје, не може да ризикује да се то понови.

## Развој лика

### Избор глумца
Први пут је најављено да ће Филип Винчестер глумити у серији Чикашки закон (касније је назив пормењен у Чикашка правда) 19. фебруара 2016. године. Касније је објављено да ће се Винчестер први пут појавити у пробној епизоди унутар серије Чикашки СУП. Винчестер је наставио да гостује у СУП-у и такође се појавио у серији Чикашко здравство. Након укидања Правде, најављено је да ће Винчестер прећи у Ред и закон: ОСЖ у главну поставу. Винчестер је заменио лик Раула Еспарзе Рафаела Барбу у ОСЖ-у који је напустио серију у Винчестеровој дебитантској епизоди. Винчестер је 29. марта 2019. објавио да се неће враћати у двадесет прву сезону ОСЖ-а.

### Стварање лика
Извршни директор и председник "Wolf Filmsа" Петар Јанковски изјавио је: „Када смо одабрали Филипа, замисао није била да тај лик буде син Бена Стоуна, али како смо видели да се развија и видели глумца, то је имало смисла“.